# Laguna de Cameros
Laguna de Cameros est une commune de la communauté autonome de La Rioja, en Espagne.

## Démographie
| 1900 | 1910 | 1920 | 1930 | 1940 | 1950 | 1960 | 1970 | 1981 |
| ---- | ---- | ---- | ---- | ---- | ---- | ---- | ---- | ---- |
| 563  | 518  | 515  | 430  | 399  | 392  | 408  | 244  | 223  |

| 1991 | 2001 | 2010 | - | - | - | - | - | - |
| ---- | ---- | ---- | - | - | - | - | - | - |
| 180  | 174  | 139  | - | - | - | - | - | - |

## Administration

### Conseil municipal
La ville de Laguna de Cameros comptait 104 habitants aux élections municipales du 26 mai 2019. Son conseil municipal (en espagnol : Pleno del Ayuntamiento) se compose donc de 5 élus.
| Parti | Parti                                    | Voix | %       | Élus  |
| ----- | ---------------------------------------- | ---- | ------- | ----- |
|       | Partido Riojano (PR+)                    | 66   | 84,62 % | 4 / 5 |
|       | Parti socialiste ouvrier espagnol (PSOE) | 12   | 15,38 % | 1 / 5 |

### Liste des maires
| Mandat    | Maire | Maire                    | Parti                   |
| --------- | ----- | ------------------------ | ----------------------- |
| 1979-1983 |       | Amador García Santolaya  | Agrupación de Electores |
| 1983-1987 |       | Jesús Reinares Martínez  | AP                      |
| 1987-1991 |       | Jesús Reinares Martínez  | PSOE                    |
| 1991-1995 |       | Jesús Reinares Martínez  | PP                      |
| 1995-1999 |       | Jesús Reinares Martínez  | PP                      |
| 1999-2003 |       | Jesús Reinares Martínez  | PP                      |
| 2003-2007 |       | Jesús Reinares Martínez  | PP                      |
| 2007-2011 |       | Vicente Jiménez Calonge  | PP                      |
| 2011-2015 |       | Vicente Jiménez Calonge  | PP                      |
| 2015-2019 |       | Martín Íñiguez Fernández | PR+                     |
| 2019-2023 |       | Martín Íñiguez Fernández | PR+                     |